# Uloma costae
Uloma costae – gatunek chrząszcza z rodziny czarnuchowatych i podrodziny Tenebrioninae.
Gatunek ten został opisany w 1881 roku przez Ferdinanda Karscha, który jako miejsce typowe wskazał Wyspy Świętego Tomasza.
Czarnuch o ciele długości około 9-11 mm. Wierzch przedplecza i pokryw jednolicie ciemny. Bródka prawie bez szczecin. Przód przedplecza samców z wyraźnym wgłębieniem. Pokrywy jajowate. Ostatni widoczny sternit odwłoka nieobrzeżony. Wierzchołkowa część edeagusa z rozszerzonym i ściętym wierzchołkiem. Przednie odnóża samców o gwałtownie poszerzonych goleniach w najwyżej dystalnych ⅔.
Chrząszcz afrotropikalny, znany z Wysp Świętego Tomasza i Książęcej oraz Gabonu.